# NGC 5524
NGC 5524 je dvojna zvijezda u zviježđu Volaru. 

## Vanjske poveznice
- (engl.) SEDS: NGC 5524
- (engl.) Hartmut Frommert: Revidirani Novi opći katalog
- (engl.) Izvangalaktička baza podataka NASA-e i IPAC-a
- (engl.) Astronomska baza podataka SIMBAD
- (engl.) VizieR
- DSS-ova slika NGC 5524
- (engl.) Auke Slotegraaf: NGC 5524 Deep Sky Observer's Companion
- (engl.) Courtney Seligman: Objekti Novog općeg kataloga: NGC 5500 - 5549